# 머리카락을 뽑으면
《머리카락을 뽑으면》은 네이버 웹툰에서 이다몽 작가가 연재한 웹툰이다.

## 줄거리
머리카락이 뽑히면 기억을 잃는 여중생 이지은이 개학 후 모든 상황이 뒤바뀌자 방학 때의 기억을 찾으려고 하는 이야기이다.

## 등장인물
- 이지은

이 웹툰의 여주인공이다. 머리카락이 뽑히면 기억을 잃는다. 최한빈과 사귄다. 방학 동안의 기억을 모두 잃어버려 기억을 찾으려고 한다.
- 최한빈

이 웹툰의 남주인공이다. 지은이를 좋아하다가 고백을 해 사귀는 중이다. 지은이가 방학 동안의 기억을 찾는 걸 도와준 인물이다.
- 김민지

지은이와 단짝 친구였다. 지은이와 절교하였다가 서로 사과했지만 끝내 친구로 남지 못한다. 괴롭힘으로 인해 전학을 가 대인관계에서 어려움을 겪었지만 잘 적응하게 된다.
- 강소희

속된 말로 일진. 민지를 왕따시킨 주범이며 지은이도 겉으로는 친하게 지내는 척 하며 괴롭혔다. 이 사실이 모두 알려져 징계를 받는다.
- 류세준

지은이와 친한 동생과 오빠 사이였다. 지은이가 기억을 찾는 것을 도와주는 척 하면서 강소희와 손을 잡아 지은이가 기억을 찾지 못하게 방해한다. 소시오패스 기질이 있다.